# Inese Aizstrauta
Inese Aizstrauta (ur. 23 lipca 1957) – łotewska architekt, samorządowiec i polityk, burmistrz Jurmale (2005–2006), w 2011 posłanka na Sejm X kadencji. Od 2014 posłanka na Sejm XI kadencji. 

## Życiorys
W 1984 ukończyła studia z dziedziny architektury w Ryskim Instytucie Technicznym im. Arvīdsa Pelšego. W latach 1976–1992 zatrudniona w Instytucie Projektowania „Lauku projekts”, następnie zaś pracowała m.in. jako główny architekt w urzędzie gminy Jurmała i Sala. W 2005 została wybrana w skład rady miejskiej Jurmały z listy Nowej Ery. W latach 2005–2006 stała na czele rady miejskiej uzdrowiska. W wyborach w 2009 bez powodzenia ubiegała się o reelekcję jako liderka listy Łotewskiej Partii Zielonych. W wyborach w 2010 bezskutecznie ubiegała się o mandat posłanki z listy Związku Zielonych i Rolników. Mandat w Sejmie X kadencji objęła po rezygnacji z niego Andrisa Bērziņša. 23 stycznia 2014 powróciła do parlamentu po trzyletniej przerwie.
Jest członkiem zarządu Towarzystwa Dziedzictwa Aspazji (Aspazijas mantojuma biedrība). Od 1988 działa w Związku Architektów (Arhitektu savienība). 
Zamężna, ma córkę.